# Вифлеем (провинция)
Вифлее́м (араб. محافظة بيت لحم‎) — одна из 16 провинций Государства Палестина. Расположена на Западном берегу реки Иордан, к югу от Иерусалима. Столицей является город Вифлеем.
Население 217 400 человек (2017), территория 659 км².
Провинция разделена на 4 зоны: А, B, C и природоохранную. Зона А находится под полным контролем ПНА и составляет 49.7 км² (7.5 % территории провинции), зона B — под административным контролем ПНА и охранным контролем Израиля и составляет 36.5 км² (5.5 % территории провинции), зона С — под полным контролем Израиля и составляет 446.7 км² (67.8 % территории провинции). Остальные 126.2 км² (19.2 % территории провинции) являются природным заповедником. При этом в зоне A, включающей города Вифлеем, Бейт-Сахур, Бейт-Джала и др., проживают 60 % населения, в зоне B — 35 %.
Провинция состоит из 10 муниципалитетов, 3 лагерей для беженцев и 21 сельской общины.